# Horlești
Horlești è un comune della Romania di 2 958 abitanti, ubicato nel distretto di Iași, nella regione storica della Moldavia.
Il comune è formato dall'unione di 3 villaggi: Bogdănești, Horlești, Scoposeni.